# ساره لودفورد
ساره آن لودفورد بارونة لودوفورد (بالإنجليزية: Sarah Ann Ludford, Baroness Ludford)‏ هي سياسية بريطانية أيرلندية من حزب الديمقراطيون الليبراليون ولدت في يوم 14 مارس 1951 في قرية هالسوورث في سوفولك لأب إنجليزي وأم أيرلندية. أكملت دراسة علوم الاقتصاد في كلية لندن للاقتصاد. سبق لها تمثيل بريطانيا في البرلمان الأوروبي من سنة 2009 إلى سنة 2014.